# 刘嘉伟
刘嘉伟（1993年4月28日—），是一名中国足球运动员，司职中场，现在效力于中国足球甲级联赛球队新疆天山雪豹足球俱乐部。

## 俱乐部生涯
刘嘉伟早期在湖北青年队接受职业足球训练，2011年和2012年代表湖北青年参加中国足球乙级联赛。
2013年，刘嘉伟在全运会后离开湖北，和队友马俊一起签约中国足球超级联赛球队广州富力。
2013年底，他加盟另一支中超球队上海绿地申花，并在2014年夏季进入一线队名单。2014年9月27日，他在上海绿地申花客场0比2不敌山东鲁能泰山的比赛首发出场，上演职业生涯首秀。